# Patinage de vitesse sur piste courte aux Jeux olympiques de 2018
Vous lisez un « bon article » labellisé en 2018.
Navigation
Sotchi 2014 Pékin 2022
Les épreuves de patinage de vitesse sur piste courte aux Jeux olympiques d'hiver de 2018 ou short-track aux Jeux olympiques d'hiver de 2018 se déroulent au palais des glaces de Gangneung, en Corée du Sud, du 8 février 2018 au 25 février 2018. Il s'agit de la 8e apparition du short-track aux Jeux olympiques.
La compétition suit le règlement officiel de l'International Skating Union et fait salle comble : il s'agit des billets d'entrée les plus chers à la vente, le sport étant très répandu et particulièrement apprécié en Corée du Sud. Au cours de la compétition, deux records du monde sont battus : celui du 500 mètres hommes par Wu Dajing et celui du relais du 3 000 mètres femmes par l'équipe des Pays-Bas. Arianna Fontana devient la patineuse de vitesse sur piste courte la plus médaillée de l'histoire olympique, à égalité avec le Russe Viktor Ahn et l'Américain Apolo Ohno, tous deux absents des Jeux.
Ahn, espérant obtenir une dernière médaille pour prendre l'avantage définitif sur Ohno, est interdit de Jeux olympiques à la suite du scandale du dopage russe de Sotchi, bien qu'il n'ait jamais été contrôlé positif. Les Jeux olympiques voient des disqualifications controversées au relais féminin, tandis que Kim Boutin est victime de harcèlement en ligne et que la Britannique Elise Christie, favorite et championne du monde, échoue pour la sixième fois consécutive à obtenir une médaille olympique.
À la fin des Jeux, la Corée du Sud compte six médailles dans la discipline, soit moins que leur cible, le pays organisateur étant aussi largement favori de la compétition depuis son accession au statut de sport olympique en 1992.

## Préparation de l'événement

### Désignation du pays hôte
Le 22 juin 2010, le Comité international olympique sélectionne trois villes candidates, qui sont les trois villes ayant demandé à organiser les Jeux olympiques. Il s'agit d'Annecy, Munich et Pyeongchang.
Gunilla Lindberg, représentante du CIO, visite Annecy, puis Munich, puis Pyeongchang en février et mars 2011. Les trois villes sont considérées comme parfaitement qualifiées pour accueillir les Jeux, le rapport du CIO de mai 2018 estimant avoir reçu « trois candidatures d'un niveau extrêmement haut ».
Le 6 juillet 2011, lors de la 123e session du CIO à Durban, les membres du Comité élisent Pyeongchang dès le premier tour du scrutin, avec 63 voix sur 95 votants.

### Lieu de la compétition
La construction du palais des glaces de Gangneung, qui a une capacité de 12 000 places, commence en juillet 2014. Le centre est inauguré le 14 décembre 2016, à l'occasion d'une manche de la Coupe du monde de patinage de vitesse sur piste courte.
La patinoire est le seul lieu où se déroulent les épreuves de short-track, et elle accueille également les épreuves de patinage artistique.

### Officiels
L'International Skating Union nomme quinze officiels pour la compétition, dont cinq qui officient pour la compétition masculine et la compétition féminine.
- Roland Maillard, référent technique
- Hugo Herrnhof, référent technique
- Joel Shobe, responsable médical
- Shen Ling, competitor steward
- Hermann Filipic, competitor steward
- Alan Grefsheim, juge de la compétition féminine
- Beata Padar, première assistante juge de la compétition féminine
- Toshihiko Nitta, assistant juge de la compétition féminine
- Gialt Biesma, assistant juge vidéo de la compétition féminine
- Luciano Dalbard, starter de la compétition féminine
- Peter Worth, juge de la compétition masculine
- Jacques Grégoire, premier assistant juge de la compétition masculine
- Lee Yun-sook, assistante juge de la compétition masculine
- Balazs Koever, assistant juge vidéo de la compétition masculine
- Brian Chartier, starter de la compétition masculine

## Qualifications

### Processus
Les coupes du monde de l'International Skating Union servent de qualifications aux Jeux olympiques.
5 femmes et 5 hommes de Corée du Sud sont qualifiés par défaut. Chaque autre pays peut qualifier au maximum 3 femmes et 3 hommes aux distances individuelles, et 5 hommes et 5 femmes (4 membres d'équipe et une personne remplaçante) en cas de qualification au relais. Au total, 110 patineurs peuvent participer à la compétition : les patineurs arrivés dans le top 32 de chaque événement individuel ou dans le top 8 des relais à la fin du circuit des coupes du monde seront qualifiés pour les Jeux olympiques et ensuite sélectionnés par leur pays de référence.
Six pays ont atteint le plafond de dix joueurs qualifiés : le Canada, la Chine, la Hongrie, le Japon, les Pays-Bas et la Corée du Sud.

### Quotas de participants par pays
Les quotas de participants par pays sont annoncés par l'ISU le 23 novembre 2017.
| Pays                          | Hommes 500 m | Hommes 1 000 m | Hommes 1 500 m | Hommes relais | Dames 500 m | Dames 1 000 m | Dames 1 500 m | Dames relais | Total                     |
| ----------------------------- | ------------ | -------------- | -------------- | ------------- | ----------- | ------------- | ------------- | ------------ | ------------------------- |
| Australie                     | 1            |                | 1              |               |             | 1             | 1             |              | 2                         |
| Biélorussie                   |              |                | 1              |               |             |               |               |              | 1                         |
| Belgique                      |              |                | 2              |               |             |               |               |              | 2                         |
| Canada                        | 2            | 3              | 3              | X             | 3           | 3             | 3             | X            | 10                        |
| Chine                         | 3            | 3              | 3              | X             | 3           | 3             | 3             | X            | 10                        |
| République Tchèque            |              |                |                |               |             |               | 1             |              | 1                         |
| France                        | 2            | 2              | 2              |               | 2           | 1             | 2             |              | 4                         |
| Allemagne                     |              |                | 1              |               | 2           | 2             | 2             |              | 3                         |
| Royaume-Uni                   |              | 2              |                |               | 3           | 3             | 3             |              | 5                         |
| Hongrie                       | 3            | 2              | 3              | X             | 2           | 2             | 2             | X            | 10                        |
| Israël                        | 1            | 1              | 1              |               |             |               |               |              | 1                         |
| Italie                        | 1            | 2              | 2              |               | 3           | 2             | 2             | X            | 7                         |
| Japon                         | 2            | 3              | 3              | X             | 1           | 2             | 3             | X            | 10                        |
| Kazakhstan                    | 3            | 1              | 1              |               | 1           | 2             | 2             |              | 5                         |
| Lettonie                      | 1            | 2              | 1              |               |             |               |               |              | 2                         |
| Pays-Bas                      | 3            | 3              | 2              | X             | 3           | 3             | 2             | X            | 10                        |
| Pologne                       | 1            |                |                |               | 1           | 2             | 1             |              | 3                         |
| Athlètes olympiques de Russie | 3            | 3              | 3              | X             | 2           | 2             | 2             | X            | 10                        |
| Singapour                     |              |                |                |               |             |               | 1             |              | 1                         |
| Corée du Sud                  | 3            | 3              | 3              | X             | 3           | 3             | 3             | X            | 10                        |
| Suède                         |              |                | 1              |               |             |               |               |              | 1                         |
| États-Unis                    | 3            | 2              | 3              | X             | 2           | 2             | 3             |              | 8                         |
| Total : 22 délégations        | 32           | 32             | 36             | 8             | 32          | 32            | 36            | 8            | 116 (59 hommes/57 femmes) |

### Qualifications par pays

#### Pays sans processus de sélection
La condition de la fédération allemande pour la qualification des patineurs et patineuses est la même que celle du comité olympique : il faut avoir fait partie du top 32 d'au moins une distance. C'est le cas d'Anna Seidel (au 1 500 mètres et au 1 000 mètres) et de Bianca Walter (au 500 mètres), et les deux short-trackeuses sont donc sélectionnées pour représenter l'Allemagne aux Jeux olympiques.
La Belgique qualifie d'office ses deux patineurs éligibles, Jens Almey et Ward Pétré, tous deux sur la distance du 1 500 mètres.
La Biélorussie débloque une place pour un patineur homme au 1 500 mètres,. Il s'agit de Maksim Siarheyeu.
En mars 2017, l'entraîneuse nationale chinoise annonce que l'équipe de Chine aux Jeux olympiques de 2018 est la même qu'aux Championnats du monde 2017, sauf en cas de changement important de performances au cours de la saison de Coupe du monde. L'équipe olympique de 2018 est constitué pour les femmes de Fan Kexin, Han Yutong, Li Jinyu, Qu Chunyu et Zhou Yang. Chez les hommes, il s'agit de Chen Dequan, Han Tianyu, Ren Ziwei, Wu Dajing et Xu Hongzi.
Le 21 janvier 2018, le Comité international olympique décide d'accorder deux places hors quota aux short-trackeurs de Corée du Nord. Les patineurs Jong Kwang-bom et Choe Un-song sont donc qualifiés respectivement pour le 1 500 mètres et le 500 mètres. Choe se blesse à l'entraînement et ne peut pas participer aux Jeux.

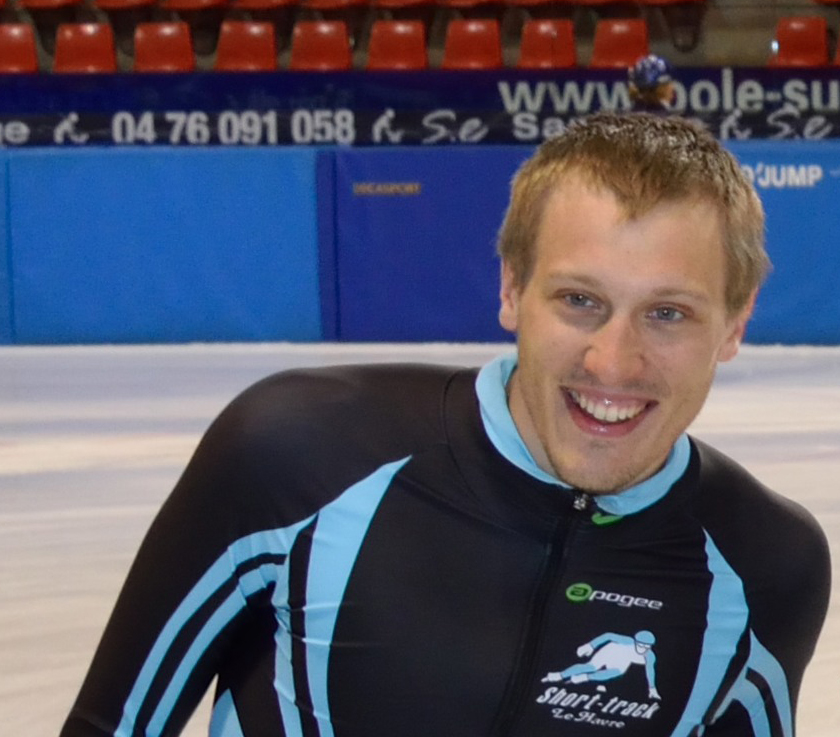
Sébastien Lepape, un des deux représentants masculins français

L'équipe de France est déterminée par nomination de la fédération française des sports de glace. Le 20 décembre 2017, à l'issue des Championnats de France Élite 2017 et des nominations de la fédération, Tifany Huot-Marchand et Véronique Pierron sont les deux Françaises qualifiées pour représenter la France aux Jeux olympiques : Huot-Marchand participe aux trois distances, Pierron seulement au 1 500 mètres et au 500 mètres. Chez les hommes, Thibaut Fauconnet représente la France avec Sébastien Lepape : tous deux avaient déjà participé aux Jeux olympiques de 2014 et se représentent sur chacune des trois distances individuelles.
Vladislav Bykanov se qualifie pour représenter Israël sur les trois distances individuelles,.

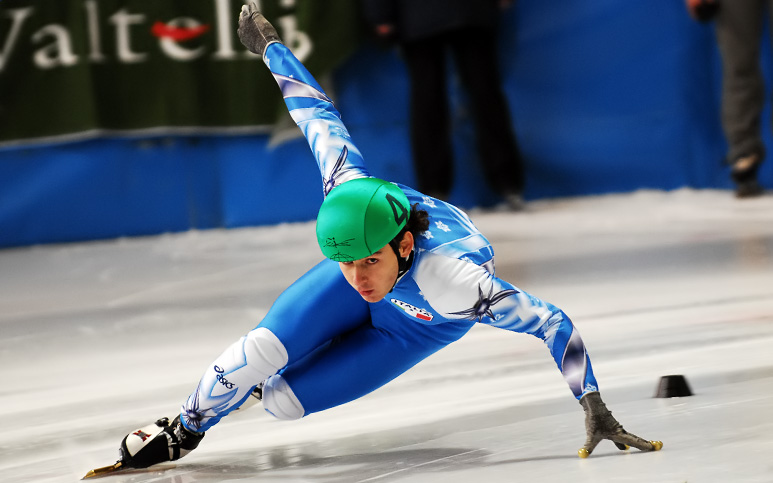
Yuri Confortola en 2006

L'Italie qualifie l'intégralité de son équipe de relais féminine, et trois patineurs sur des distances individuelles. Chez les femmes, Arianna Fontana participe aux trois distances individuelles, Martina Valcepina au 500 mètres et au 1 500 mètres, et Lucia Peretti au 500 mètres uniquement. Cecilia Maffei et Cynthia Mascitto viennent pour le relais. Du côté des hommes, Yuri Confortola et Tommaso Dotti se qualifient pour le 1 000 mètres et le 1 500 mètres. Arianna Fontana est aussi la porte-drapeau italienne pendant la cérémonie d'ouverture des Jeux.
Le Japon qualifie ses équipes de relais féminine et masculine, soit dix patineurs au total. Chez les femmes, il s'agit de Yuki Kikuchi, Shione Kaminaga, Sumire Kikuchi, Hitomi Saito et Ayuko Ito. Pour les hommes, l'équipe inclut Keita Watanabe, Hiroki Yokoyama, Kazuki Yoshinaga, Kei Saito et Ryosuke Sakazume.
L'équipe masculine du Kazakhstan est constituée de Nurbergen Zhumagaziyev pour les trois distances individuelles et d'Abzal Azhgaliyev et Denis Nikisha au 500 mètres seulement. L'équipe de relais est complétée par Yerkebulan Shamukhanov et Mersaid Zhaxybayev. Chez les femmes, Kim A Iong et Anastasia Krestova représentent le pays, respectivement sur les trois distances et sur le 1 000 mètres et 1 500 mètres. Le 9 janvier 2018, le comité national olympique du Kazakhstan annonce qu'Abzal Azhgaliyev sera le porteur du drapeau olympique pendant la cérémonie d'ouverture de la compétition,.
Roberts Krūzbergs et Roberto Pukitis se qualifient pour représenter la Lettonie sur les trois distances individuelles,.

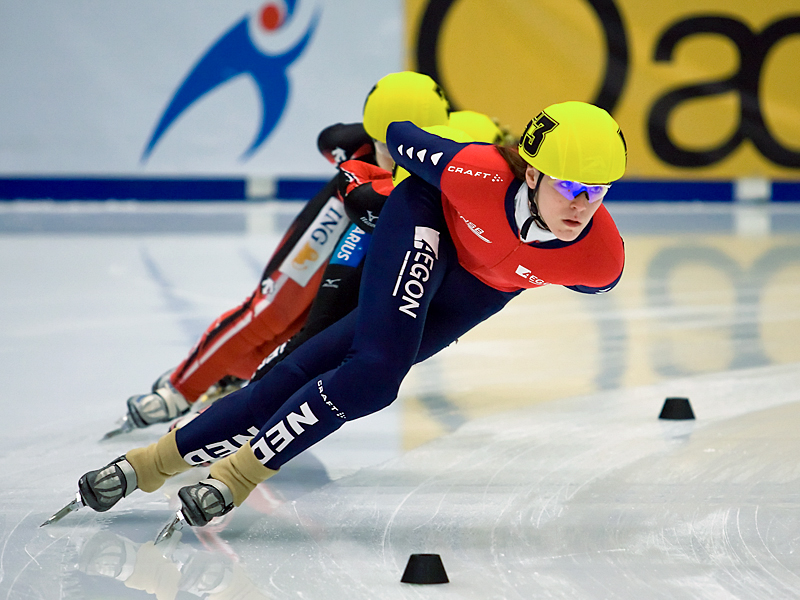
Jorien ter Mors, participante au patinage de vitesse sur pistes courte et longue aux Jeux olympiques de 2018.

Les Pays-Bas qualifient deux équipes de relais, soit dix personnes au total. Chez les femmes, Yara van Kerkhof participe au 500 mètres et au 1 000 mètres, Jorien ter Mors participe au 1 500 mètres, Lara van Ruijven se qualifie pour le 500 mètres, Suzanne Schulting représente le pays sur les trois distances et Rianne de Vries est remplaçante des quatre précédentes au relais. Du côté masculin, Daan Breeuwsma et Dennis Visser ne se qualifient que pour le relais. Dylan Hoogerwerf participe au 500 mètres, Itzhak de Laat au 1 000 mètres et au 1 500 mètres, et Sjinkie Knegt aux trois distances,.
La Pologne qualifie un homme, Bartosz Konopko, au 500 mètres uniquement. Le pays est aussi représenté par deux femmes, Natalia Maliszewska et Magdalena Warakomska.
La République tchèque parvient à qualifier une femme aux Jeux olympiques d'hiver de 2018, sur le 1 500 mètres. Il s'agit de Michaela Sejpalova.
L'équipe britannique féminine est constituée d'Elise Christie, championne du monde en titre, de Charlotte Gilmartin et de Kathryn Thomson, toutes les trois qualifiées sur les trois distances individuelles. Chez les hommes, Josh Cheetham et Farrell Treacy représentent le pays au 1 000 mètres.
En août 2017, la fédération russe sélectionne son équipe, constituée de huit femmes et huit hommes. Les hommes représentant la Russie sont Viktor Ahn, Semen Elistratov, Denis Aïrapetian, Pavel Sitnikov, Artiom Kozlov, Alexander Shulginov, Vladimir Grigorev et Artiom Denisov. L'équipe féminine inclut Sofia Prosvirnova, Ekaterina Efremenkova, Ekaterina Konstantinova, Yulia Shishkina, Evgenia Zakharova, Emina Malagich, Tatiana Borodulina et Vera Rasskazova. En 2018, Thomas Bach, président du Comité International Olympique, affirme que seuls les patineurs pour lesquels il n'y a « absolument aucune suspicion de dopage » peuvent être invités aux Jeux olympiques. Finalement, les femmes envoyées aux Jeux olympiques sont Ekaterina Efremenkova, Ekaterina Konstantinova, Emina Malagich et Sofia Prosvirnova ; les hommes sont Semen Elistratov, Aleksandr Shulginov et Pavel Sitnikov.
La patineuse Cheyenne Goh devient la première personne à représenter Singapour de l'histoire des Jeux olympiques d'hiver.
La Suède parvient à qualifier un homme aux Jeux olympiques d'hiver de 2018, sur le 1 500 mètres. Elle n'envoie pas de représentant.

#### Sélections australiennes
L'Australie tient une compétition de sélections en décembre 2017. La compétition se déroule sur deux jours. Le premier jour, Andy Jung prend la seule place accordée aux hommes australiens au terme d'une victoire au 500 mètres et au 1 500 mètres. Chez les femmes, Deanna Lockett remporte toutes les épreuves et se qualifie sur le 1 500 mètres et sur le 1 000 mètres.

#### Sélections canadiennes

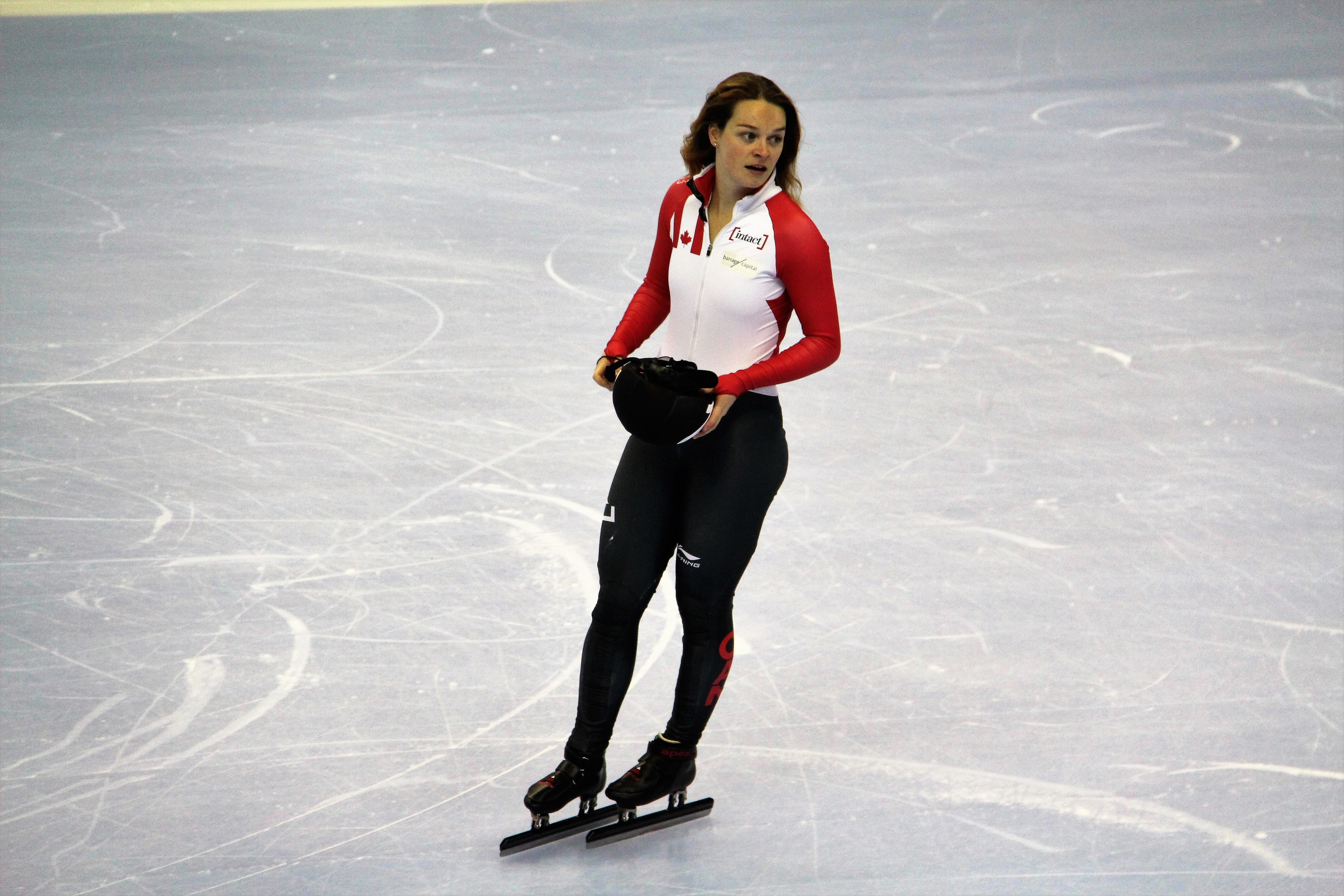
Kim Boutin, meilleure short-trackeuse canadienne.

Les sélections canadiennes sont tenues du 12 au 20 août 2017, avant la saison de la Coupe du monde, à Montréal. Pendant cette compétition, 16 hommes et 16 femmes participent aux courses. Chacune des trois distances individuelles est concourue trois fois, soit un total de neuf manches par personne participante. Des points sont accordés à la fin de chaque manche, et on ne compte que les points des deux meilleures manches des deux meilleures distances pour chaque personne participante. Le 20 août, les 3 meilleures patineuses du classement général, les deux meilleurs patineurs du classement du 500 mètres et 1 000 mètres, et les deux meilleurs patineurs du classement général derrière ces deux-là sont intégrés à l'équipe. Pendant les dix jours qui suivent, les demandes de dérogation sont examinées, et enfin, la dernière place du quota est assignée librement par la fédération.
Au cours de la compétition, Samuel Girard remporte sept des neufs finales masculines. En deuxième place, Charles Hamelin se qualifie pour sa quatrième édition des Jeux olympiques, dans l'objectif de devenir le Canadien le plus décoré aux Jeux olympiques de tous les temps avant de prendre sa retraite sportive. Ensuite, le troisième homme qualifié pour les Jeux, à condition de réussir son circuit de Coupe du monde, est Charle Cournoyer, qui a remporté une médaille de bronze aux Jeux olympiques de 2014 à Sotchi. Le 30 août, la demande de dérogation de François Hamelin est acceptée, et Pascal Dion est nommé par la fédération pour compléter la sélection masculine.
Du côté féminin, Kim Boutin remporte huit manches sur neuf. Après elle, les jeunes patineuses Kasandra Bradette et Jamie Macdonald sont qualifiées pour les Jeux olympiques,. Blessées à l'entraînement, Marianne St-Gelais et Valérie Maltais ne participent pas à la compétition,. La demande de dérogation de Marianne St-Gelais est accordée, et Valérie Maltais est choisie par la fédération pour compléter la sélection féminine.

#### Sélections sud-coréennes
Les qualifications de l'équipe sud-coréenne aux Jeux olympiques se font en avril 2017. Le pays, grand favori de chaque compétition internationale, n'a obtenu aucune médaille aux Jeux olympiques de Sotchi en 2014 : aucun patineur homme de l'équipe de l'époque n'est sélectionné pour les Jeux olympiques de 2018. L'absence de Lee Jung-su, double champion olympique, et de Sin Da-woon, champion du monde au classement général en 2013 et champion du monde du 1 500 mètres en 2017, est particulièrement remarquée par les médias.
L'équipe masculine est constituée de Seo Yi-ra, champion du monde au classement général en 2017, de Kwak Yoon-gy, participant aux Jeux olympiques de 2010 mais pas à ceux de 2014, et de trois personnes qualifiées de « parfaits inconnus » par Yonhap : Lim Hyo-Jun, Hwang Dae-Heon et Kim Do-Kyoum. Les grandes favorites de la compétition, Shim Suk-hee et Choi Min-jeong, alternativement et respectivement championne et vice-championne du monde en 2014, 2015 et 2016, sont au cœur de l'équipe féminine aux côtés de Kim Alang. Pour compléter l'équipe, Lee Yu Bin et Kim Ye-Jin se qualifient à leurs premiers Jeux olympiques.
En janvier, Shim Suk-hee, favorite de la compétition mais dont les performances de la saison ne sont pas aussi bonnes qu'attendu, est frappée par un de ses quatre entraîneurs puis part du centre d'entraînement national, ne donnant aucune nouvelle à ses proches,. Elle ne revient à l'entraînement que deux jours plus tard, quand l'entraîneur incriminé est suspendu de l'équipe nationale et remplacé par Park Se-woo, entraîneur coréen des Jeux olympiques de 2006,.

#### Sélections hongroises

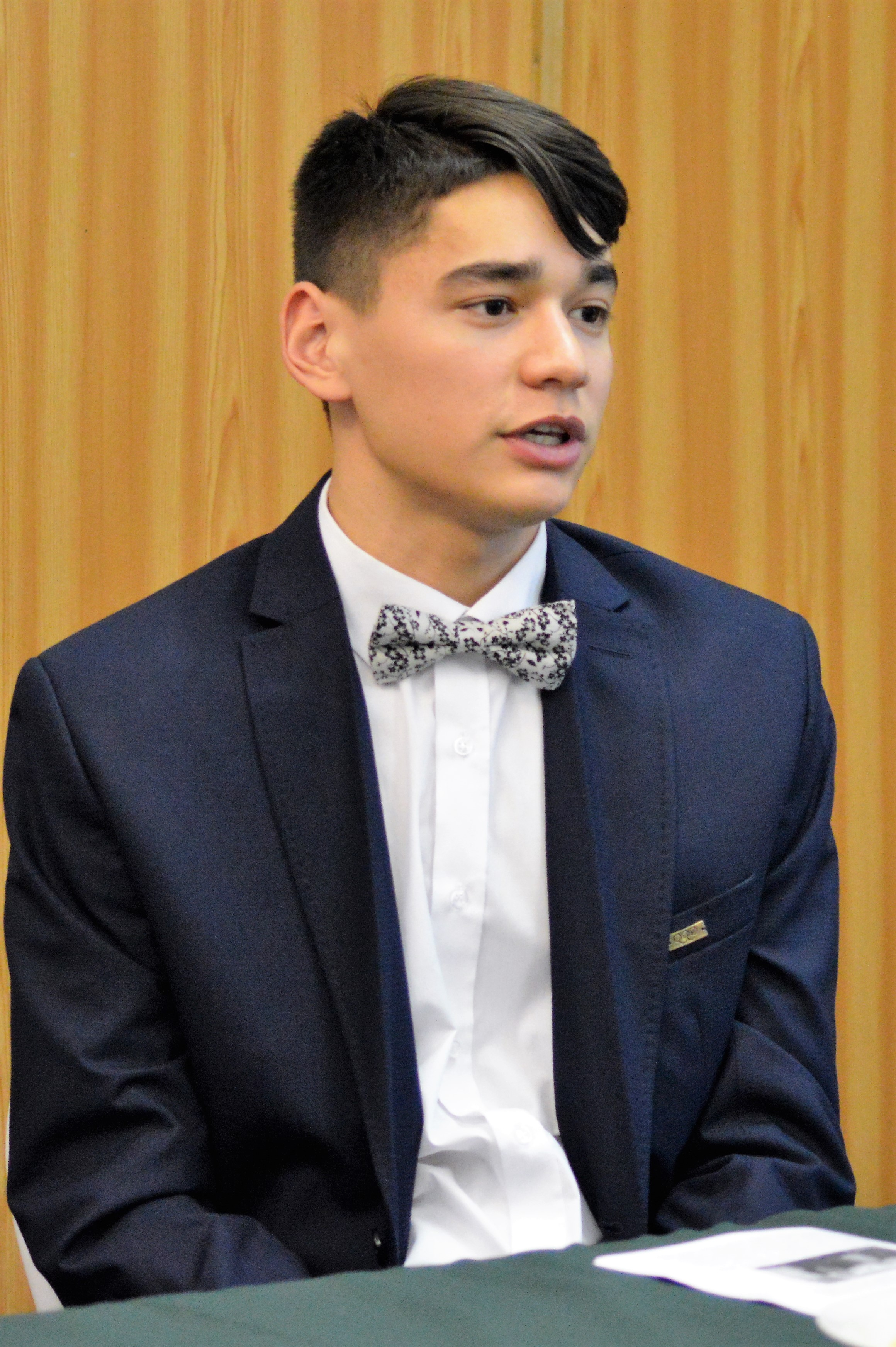
Shaolin Sándor Liu, favori hongrois.

Les sélections nationales pour les Jeux olympiques de 2018 se déroulent du 23 août au 4 septembre 2017, juste avant le début des qualifications internationales. Elles se déroulent sous la forme d'une compétition en 4 manches : deux fois le 500 mètres et une fois les deux longues distances.
Chez les femmes, Petra Jaszapati remporte le 1 500 mètres devant Sara Luca Bacskai et Bernadett Heidum. Au premier 500 mètres, c'est toujours Petra Jaszapati qui remporte la course, devant Andrea Keszler et Zsofia Konya, et au deuxième, l'ordre d'arrivée est exactement le même. Enfin, au 1 000 mètres, Andrea Keszler bat Petra Jaszapati et Rixin Tian en finale. Les cinq patineuses qualifiées sont Petra Jaszapati, Andrea Kezsler, Sara Luca Bacskai, Zsofia Konya et Rixin Tian.
Du côté des hommes, Shaoang Liu remporte toutes les distances, sauf le 1 000 mètres, que son frère Shaolin Sandor Liu gagne. Les trois autres patineurs sélectionnés sont Alex Varnyu, Csaba Burjan et Daniel Tiborcz. Bence Olah, favori des qualifications aux côtés des frères Liu, arrive sixième et rate ses qualifications.

#### Sélections américaines
Les performances des États-Unis en Coupe du monde leur offrent huit places pour les Jeux olympiques : cinq hommes et trois femmes. Les qualifications américaines se font du 16 au 18 décembre 2017 à Kearns, dans l'Utah. Chaque distance est disputée deux fois par les 16 meilleurs patineurs et les 16 meilleures patineuses du pays sur la saison 2017, et le classement de la distance se fait sur la somme des points engrangés dans les deux finales. La personne avec le plus de points au classement toutes distances à la fin de chaque journée de compétition est ensuite qualifiée pour représenter les États-Unis aux Jeux olympiques.
Le 16 décembre 2017, Lana Gehring remporte la première finale féminine du 1 500 mètres moins d'un dixième de seconde devant Jessica Kooreman, elle-même un dixième de seconde devant Kristen Santos. Chez les hommes, J.R. Celski remporte la première finale masculine du 1 500 mètres et John-Henry Krueger arrive en deuxième position, avec Adam Callister en troisième place. Lors de la deuxième finale, une chute emporte trois patineuses sur les six participantes. La faute est imputée à Katherine Reutter-Adamek, qui reçoit une pénalité. Les cinq autres patineuses ont le droit de recommencer la course, et Lana Gehring remporte à nouveau la course devant Kristen Santos et Maame Biney,. Jessica Kooreman, arrivée en deuxième position, reçoit une pénalité en fin de course. C'est donc Lana Gehring qui se qualifie pour représenter les États-Unis aux 1 500 mètres. Du côté des hommes, Celski fait une chute et Krueger remporte la course devant Ryan Pivirotto et Thomas Insuk Hong, ce qui le rend premier du classement de la distance et le qualifie aux Jeux olympiques,. À la fin de la journée, les deux premières personnes qualifiées aux Jeux olympiques sont donc Lana Gehring et John-Henry Krueger.
Le samedi 17 décembre, Maame Biney remporte le 500 mètres devant Lana Gehring, Katherine Reutter-Adamek et Jessica Kooreman. Chez les hommes, J.R. Celski chute en quarts de finale et est éliminé des qualifications. C'est Aaron Tran qui remporte le 500 mètres devant Ryan Pivirotto et John-Henry Krueger, gêné par Thomas Insuk Hong qui reçoit une pénalité. Pour la deuxième finale du 500 mètres, Maame Biney remporte à nouveau la distance devant Jessica Kooreman et Kristen Santos, tout en battant son record personnel du 500 mètres avec un temps de 43,161 secondes,. À l'âge de dix-sept ans, elle devient la première femme noire à représenter les États-Unis en patinage de vitesse sur piste courte. Du côté des hommes, John-Henry Krueger remporte la deuxième finale du 500 mètres devant J.R. Celski et Thomas Insuk Hong. Avec cette deuxième place, Celski rattrape son retard et passe en deuxième position du classement général. Les deux personnes qualifiées le 17 décembre sont donc Maame Biney chez les femmes et J.R. Celski et Aaron Tran chez les hommes, qui ont deux places de plus que l'équipe féminine dans leur quota de qualifications.
Le dimanche 18 décembre est disputée la dernière distance, le 1 000 mètres. La première finale féminine voit la victoire de Katherine Reutter-Adamek, devant Jessica Kooreman et Kristen Santos. Chez les hommes, John-Henry Krueger remporte à nouveau la distance, devant Ryan Pivirotto et Keith Carroll, avec une disqualification de J.R. Celski. Sur la deuxième finale, Lana Gehring gagne la distance devant Maame Biney et Jessica Kooreman, qui a chuté en raison d'une faute de Kristen Santos, pénalisée. Sur la deuxième finale masculine, John-Henry Krueger remporte la course devant J.R. Celski, Aaron Tran et Thomas Insuk Hong. Le 18 décembre, deux hommes et une femme sont qualifiés et complètent l'équipe américaine : il s'agit de Jessica Kooreman, Thomas Insuk Hong et Ryan Pivirotto.

## Déroulement de la compétition

### Programme
Tous les événements ont lieu le soir.
| Épreuves ou évènements               | Épreuves ou évènements               | Journées de compétition | Journées de compétition | Journées de compétition | Journées de compétition | Journées de compétition | Journées de compétition | Journées de compétition | Journées de compétition | Journées de compétition | Journées de compétition | Journées de compétition | Journées de compétition | Journées de compétition | Journées de compétition | Journées de compétition | Journées de compétition | Journées de compétition | Journées de compétition |
| Épreuves ou évènements               | Épreuves ou évènements               | J                       | V                       | S                       | D                       | L                       | M                       | M                       | J                       | V                       | S                       | D                       | L                       | M                       | M                       | J                       | V                       | S                       | D                       |
| Épreuves ou évènements               | Épreuves ou évènements               | 8                       | 9                       | 10                      | 11                      | 12                      | 13                      | 14                      | 15                      | 16                      | 17                      | 18                      | 19                      | 20                      | 21                      | 22                      | 23                      | 24                      | 25                      |
| Épreuves ou évènements               | Épreuves ou évènements               | Février 2018            |                         |                         |                         |                         |                         |                         |                         |                         |                         |                         |                         |                         |                         |                         |                         |                         |                         |
| Cérémonies d'ouverture et de clôture | Cérémonies d'ouverture et de clôture |                         | •                       |                         |                         |                         |                         |                         |                         |                         |                         |                         |                         |                         |                         |                         |                         |                         | •                       |
|                                      |                                      |                         |                         |                         |                         |                         |                         |                         |                         |                         |                         |                         |                         |                         |                         |                         |                         |                         |                         |
| Hommes                               |                                      |                         |                         |                         |                         |                         |                         |                         |                         |                         |                         |                         |                         |                         |                         |                         |                         |                         |                         |
| 500 m                                |                                      |                         |                         |                         |                         |                         |                         |                         |                         |                         |                         |                         | o                       |                         | o                       |                         |                         |                         |                         |
| 1 000 m                              |                                      |                         |                         |                         |                         | o                       |                         |                         |                         | o                       |                         |                         |                         |                         |                         |                         |                         |                         |                         |
| 1 500 m                              |                                      |                         | o                       |                         |                         |                         |                         |                         |                         |                         |                         |                         |                         |                         |                         |                         |                         |                         |                         |
| Relais 5 000 m                       |                                      |                         |                         |                         |                         | o                       |                         |                         |                         |                         |                         |                         | o                       |                         |                         |                         |                         |                         |                         |
|                                      |                                      |                         |                         |                         |                         |                         |                         |                         |                         |                         |                         |                         |                         |                         |                         |                         |                         |                         |                         |
| Femmes                               |                                      |                         |                         |                         |                         |                         |                         |                         |                         |                         |                         |                         |                         |                         |                         |                         |                         |                         |                         |
| 500 m                                |                                      |                         | o                       |                         |                         | o                       |                         |                         |                         |                         |                         |                         |                         |                         |                         |                         |                         |                         |                         |
| 1 000 m                              |                                      |                         |                         |                         |                         |                         |                         |                         |                         |                         |                         |                         | o                       |                         | o                       |                         |                         |                         |                         |
| 1 500 m                              |                                      |                         |                         |                         |                         |                         |                         |                         |                         | o                       |                         |                         |                         |                         |                         |                         |                         |                         |                         |
| Relais 3 000 m                       |                                      |                         | o                       |                         |                         |                         |                         |                         |                         |                         |                         |                         |                         |                         | o                       |                         |                         |                         |                         |
|                                      |                                      |                         |                         |                         |                         |                         |                         |                         |                         |                         |                         |                         |                         |                         |                         |                         |                         |                         |                         |

### Compétition féminine

#### 500 mètres
Les femmes commencent les Jeux olympiques par le 500 m, qui se déroule en quatre manches : la première manche (séries) a lieu le 9 février et les 3 suivantes le 13 février. Pendant les deux premières manches, Choi Min-jeong et Elise Christie battent à tour de rôle le record olympique deux fois chacune,, le record final étant établi par Choi à 42,422 secondes.
En séries, le 9 février, Kim Boutin se qualifie devant Natalia Maliszewska, éliminant Lana Gehring et Lucia Peretti. Suzanne Schulting et Kathryn Thomson tombent toutes les deux dans la deuxième course, laissant la qualification à Arianna Fontana et Andrea Keszler. Sofia Prosvirnova, Yara van Kerkhof, Elise Christie et Qu Chunyu se qualifient ensuite, puis c'est au tour de Fan Kexin et de Maame Biney. Jamie Macdonald reçoit un penalty alors que Martina Valcepina se qualifie devant Han Yutong, et Marianne St-Gelais et Anna Seidel se qualifient ensuite pour les quarts de finale. Enfin, Choi Min-jeong bat le record olympique à 42,870 secondes, devant Petra Jaszapati.
En quart de finale, Arianna Fontana se qualifie devant Yara van Kerkhof, tandis que Marianne St-Gelais prend un penalty. Elise Christie bat le record olympique à 42,703 secondes et passe en demi-finales devant Kim Boutin. Sofia Prosvirnova, Fan Kexin, Qu Chunyu et Choi Min-jeong se qualifient ensuite.
En demi-finales, c'est Choi Min-jeong qui bat un record olympique, avec le record définitif de la journée à 42,422 secondes devant Arianna Fontana, tandis que Sofia Prosvirnova se qualifie en finale B et que Fan Kexin est disqualifiée pour faute. Dans la course suivante, Qu Chunyu fait à son tour une faute, et Kim Boutin est avancée en finale A tandis qu'Yara van Kerkhof et Elise Christie se qualifient toutes les deux pour la finale A. Sofia Prosvirnova doit être seule en finale B, et ne dispute donc pas sa course.
Cinq patineuses se rencontrent en finale A : Choi Min-jeong, Arianna Fontana, Yara van Kerkhof, Elise Christie et Kim Boutin. Arianna Fontana prend la tête de la course dès le départ et n'est jamais dépassée, alors que Yara van Kerkhof profite d'une bousculade à l'avant pour se glisser en deuxième place. Kim Boutin arrive quatrième derrière Choi, qui est ensuite disqualifiée pour avoir commis une faute. Elise Christie, quant à elle, tombe pendant la course.
Le podium revient, dans l'ordre, à Arianna Fontana, qui égale ainsi le record de six médailles olympiques jusque-là tenu par Wang Meng, Yara van Kerkhof, et Kim Boutin.

#### 1 000 mètres
Le 1 000 m féminin se déroule sur deux jours : d'abord le premier tour le 20 février, puis jusqu'aux finales le 22 février.
En séries, on compte 7 fautes. Cinq mènent à une disqualification, pour Han Yutong, Deanna Lockett, Sofia Prosvirnova, Anna Seidel et Lana Gehring. Elise Christie, favorite des Jeux olympiques, reçoit un carton jaune pour avoir commis deux fautes en une seule course.
Dans le premier quart de finales, Kim Boutin et Kim Alang se qualifient devant Marianne St-Gelais, qui rate la demi-finale de moins d'un demi-dixième de seconde. Arianna Fontana et Valérie Maltais se qualifient dans la deuxième course, passant d'aussi peu devant Li Jinyu. La troisième course voit la qualification en demi-finales de Choi Min-jeong et de Qu Chunyu. Enfin, lors du dernier quart de finale, Shim Suk-hee et Suzanne Schulting se qualifient pour la demi-finale.
La première demi-finale se solde par la disqualification de Valérie Maltais. Kim Boutin et Arianna Fontana passent en finale A, et Kim Alang en finale B. Dans la deuxième demi-finale, c'est Qu Chunyu qui reçoit une pénalité ; Choi Min-jeong est avancée en finale A, alors que Suzanne Schulting et Shim Suk-hee s'y qualifient avec les deux premières places.
Cette configuration signifie que Kim Alang est seule en finale B : elle ne court donc pas et la compétition passe directement aux cinq compétitrices en finale A. Shim Suk-hee est pénalisée pour une faute ayant causé la chute de sa compatriote Choi Min-jeong. Le podium est composé, dans l'ordre, de Suzanne Schulting, Kim Boutin et Arianna Fontana.

#### 1 500 mètres
Le 1 500 m féminin a lieu le 17 février.
Les séries sont constituées de 6 courses de 6 patineuses. Dans la première série, Sara Bacskai est pénalisée tandis qu'Arianna Fontana, Jorien ter Mors et Kikuchi Sumire se qualifient en demi-finales. Dans la deuxième, Han Yutong gagne devant Marianne St-Gelais et Martina Valcepina, tandis que Jessica Kooreman est pénalisée pour avoir fait tomber Anna Seidel, qui est avancée. Dans la série suivante, Suzanne Schulting, Deanna Lockett et Charlotte Gilmartin se qualifient alors qu'Ekaterina Efremenkova est pénalisée. Ensuite, Kim Alang gagne devant Kim Boutin et Véronique Pierron ; Anastassiya Krestova et Yuki Kikuchi sont toutes les deux pénalisées. Dans l'avant-dernière série, Elise Christie, Zhou Yang et Valérie Maltais se qualifient, tandis qu'en dernière série, Choi Min-jeong passe devant Petra Jaszapati et Li Jinyu.
Les deux premières patineuses de chaque demi-finale passent en finale A. Dans la première demi-finale, il s'agit de Kim Alang et Kim Boutin, alors que Marianne St-Gelais est pénalisée. Dans la deuxième demi-finale, Jorien ter Mors remporte la course devant Arianna Fontana. Enfin, dans la troisième demi-finale, Elise Christie tombe et doit être évacuée ; Choi Min-jeong et Petra Jaszapati passent en finale A.
Choi Min-jeong remporte la finale A du 1 500 m devant Li Jinyu et Kim Boutin.

#### Relais3 000 mètres
Le relais se fait en deux phases : d'abord, deux demi-finales de quatre pays chacune, dont les deux premières équipes se qualifient pour la finale. Ensuite, la finale. La demi-finale a lieu le 10 février et la finale le 20 février.
Dans la première demi-finale du relais, l'équipe coréenne chute à une vingtaine de tours de l'arrivée. Elle finit quand même en tête, avec un record olympique à la clé. La deuxième équipe qualifiée est l'équipe canadienne, tandis que les Hongroises et les Russes passent en finale B. Dans la deuxième course, les Chinoises battent le record olympique avec un temps de 4:05.315 : l'équipe est constituée de Han Yutong, Qu Chunyu, Fan Kexin et Zhou Yang. Les Italiennes se qualifient derrière elles, tandis que les Néerlandaises et les Japonaises passent en finale B.
L'équipe néerlandaise (Yara van Kerkhof, Lara van Ruijven, Suzanne Schulting et Jorien ter Mors) remporte la finale B de la compétition avec un nouveau record du monde établi à 4:03.471 minutes, légèrement devant l'équipe hongroise, alors que la troisième place de la finale B revient aux athlètes olympiques de Russie. Le Japon ferme la marche.
En finale A, la Corée du Sud remporte la course. Une chute d'une Coréenne lors d'un passage de relais ne ralentit pas l'équipe, le relais étant déjà passé à la patineuse suivante, mais fait tomber la Canadienne Valérie Maltais et passer le Canada en dernière position de la course. Les Chinoises arrivent en deuxième position, devant les Italiennes. Après la fin de la course, à la surprise générale des patineurs et de leurs supporters, les équipes canadienne et chinoise sont disqualifiées. La médaille d'or revient donc aux Coréennes, devant les Italiennes et les Néerlandaises, qui avec les disqualifications se retrouvent troisièmes de la compétition.

### Compétition masculine

#### 500 mètres
Dans la première série, Wu Dajing établit un record olympique à 40,264 secondes, se qualifiant devant Bartosz Konopko. Aaron Tran est disqualifié pour avoir fait tomber Thibaut Fauconnet et Andy Jung. Samuel Girard et Roberts Zvejnieks se qualifient ensuite, suivis par Seo Yi-ra et Dylan Hoogerwerf qui se qualifient alors que Viktor Knoch tombe. Lim Hyo-jun et Dan Breeuwsma se qualifient devant Denis Nikisha, qui est avancé en quarts de finale à la suite d'une faute de Charles Hamelin. Nurbergen Zhumagaziyev est à son tour avancé en quarts de finale en raison d'une faute du leader européen Sjinkie Knegt, alors que Ren Ziwei et Alexander Shulginov se qualifient. Les deux courses suivantes voient la disqualification de Pavel Sitnikov et la qualification de Liu Shaoang, Ryosuke Sakazume, Hwang Dae-heon et Keita Watanabe, complétée par l'avancement de Abzal Azhgaliyev. Enfin, Shaolin Sandor Liu et Han Tianyu se qualifient au tour suivant.
Dans le premier quart de finale, Ren Ziwei et Shaolin Sandor Liu se qualifient pour la demi-finale. C'est ensuite au tour de Wu Dajing, qui bat le record du monde avec un temps de 39,800 secondes, une seconde devant Hwang Dae-heon. Samuel Giard et Ryosuke Sakazume se qualifient ensuite, devant Seo Yi-ra et Han Tianyu tous deux victimes d'une chute. Enfin, Lim Hyo-jun et Daan Breeuwsma se qualifient, rejoints par Abzal Azhgaliyev à nouveau avancé après une faute de Shaoang Liu.
En demi-finale, Wu Dajing se qualifie pour la finale A devant Samuel Girard. Shaolin Sandor Liu et Dan Breeuwsma passent, quant à eux, en finale B. Dans la deuxième course, les Coréens Hwang Dae-heon et Lim Hyo-jun passent en finale A, et Ren Ziwei et Ryosuke Sakazume en finale B.
En finale, Wu Dajing prend la tête de la course dès le début et remporte la première médaille d'or masculine de la Chine en short-track aux Jeux olympiques, qui est aussi la première médaille d'or chinoise de cette olympiade. Il bat en même temps le record du monde de la discipline. Il commente après la course, en référence au relais féminin et à leur disqualification décriée : « je voulais être tout seul devant pour que les autres patineurs ou les juges ne me gâchent pas ma course ». Il est suivi sur le podium par les Coréens Hwang Dae-heon et Lim Hyo-jun, tandis que Samuel Girard ferme la marche avec un dixième de seconde de retard sur le deuxième.

#### 1 000 mètres
Le 1 000 m hommes est disputé en deux jours : le 13 février, les séries, puis 3 manches menant jusqu'à la finale le 17 février.
Les séries sont constituées de huit courses de quatre ou cinq patineurs, dont les deux premiers passent en quarts de finale. Dans la première course, John-Henry Krueger passe devant Farrell Treacy, tandis que Liu Shaoang fait tomber Ryosuke Sakazume, qui est avancé au tour suivant par les juges. Dans la deuxième course, Lim Hyo-jun et Kazuki Yoshinaga se qualifient. Samuel Girard et Semen Elistratov se qualifient dans la course suivante. C'est ensuite au tour de Sjinkie Knegt et Thibaut Fauconnet, alors qu'une faute de Ren Ziwei pousse à l'avancement par les juges de Robert Zvejnieks, gêné par le patineur pénalisé. Ensuite, Charles Hamelin et Wu Dajing se qualifient : Charles Hamelin bat le record olympique, désormais fixé à 1:23.407. Itzhak de Laat et Seo Yi-ra se qualifient dans la sixième course, alors que Han Tianyu reçoit une pénalité. Dans l'avant-dernière course, Vladislav Bykanov est disqualifié, Hwang Dae-heon et Yuri Confortola se qualifient. Enfin, dans la dernière course, alors que Pavel Sitnikov est disqualifié, Shaolin Sandor Liu et Roberto Pukitis se qualifient tous les deux pour le quart de finale.
Les quarts de finale commencent par la qualification en demi-finale de Seo Yi-ra et Lim Hyo-jun, alors que Hwang Dae-heon est pénalisé. Dans la deuxième course, Samuel Girard se qualifie devant Yuri Confortola. Dans la troisième course, les deux premiers sont Semen Elistratov et Ryosuke Sakazume ; Sjinkie Knegt reçoit une pénalité, ce qui pousse à l'avancement de John-Henry Krueger. Enfin, dans le dernier quart de finale, Wu Dajing est disqualifié : Shaolin Sandor Liu et Charles Hamelin se qualifient.
En demi-finale, Lim Hyo-jun et Shaolin Sandor Liu passent en finale A, alors qu'Yuri Confortola et Semen Elistratov passent en finale B. Dans la deuxième course, Charles Hamelin prend une pénalité qui mène à l'avancement de Samuel Girard en finale A, aux côtés de John-Henry Krueger et Seo Yi-ra, alors que Ryosuke Sakazume passe en finale B.
Enfin, en finale A de la compétition, Samuel Girard prend la tête de la course dès le départ, rapidement dépassé par l'Américain John-Henry Krueger, puis revient en première place. À un tour de l'arrivée, Shaolin Sandor Liu essaie de doubler les deux Coréens, mais tombe et les entraîne tous les deux dans sa chute. Le podium revient, dans l'ordre, à Samuel Girard, John-Henry Krueger et Seo Yi-ra.

#### 1 500 mètres
La première épreuve masculine des Jeux olympiques est le 1 500 m, qui se déroule en trois manches. Au cours de la première manche de séries, les courses comptent 6 patineurs, dont les trois premiers se qualifient en demi-finale. Dans la première course, Farrell Treacy chute. Sandor Shaolin Liu, Samuel Girard et Semen Elistratov se qualifient en demi-finale. Dans la deuxième course, Yuri Confortola est pénalisé tandis qu'Andy Jung, gêné, et Han Tianyu, tombé, sont avancés en demi-finale par les juges. Charles Hamelin, Jens Almey et Aaron Tran passent en demi-finale. Dans la troisième course se qualifient Hwang Dae-heon, Itzhak de Laat et Wu Dajing, tandis que Pascal Dion est avancé à la suite d'une faute de Vladislav Bykanov. Dans la quatrième course, Lim Hyo-jun se qualifie devant Sébastien Lepape et Shaoang Liu ; de son côté, Kazuki Yoshinaga est pénalisé. L'avant-dernière course se solde par une qualification de Seo Yi-ra, Roberto Pukitis et J.R. Celski. Enfin, dans la dernière course, John-Henry Krueger termine devant Thibaut Fauconnet, suivi par Sjinkie Knegt, alors que Xu Hongzhi est avancé et Nurbergen Zhumagaziyev chute et ne finit pas la course.
En demi-finale, les deux premiers coureurs de chacune des trois courses passent en finale A, les deux suivants en finale B. Dans la première course, Semen Elistratov et Charles Hamelin se qualifient, et Samuel Girard est avancé à la suite d'une faute de l'Américain J.R. Celski. Dans la deuxième course, Sjinkie Knegt passe devant Thibaut Fauconnet, et Shaolin Sandor Liu est avancé en raison d'une faute de John-Henry Krueger. Jens Almey chute pendant la course. Dans la troisième course, Lim Hyo-jun et Hwang Dae-heon passent, et Itzhak de Laat est avancé à la suite d'une faute : Liu Shaoang et Wu Dajing sont tous deux disqualifiés.
Avec trois personnes victimes de fautes en demi-finales et avancées par le jury, la finale A de la distance inclut neuf patineurs. Lim Hyo-jun remporte l'or devant Sjinkie Knegt et Semen Elistratov, tandis que Charles Hamelin est disqualifié et que Hwang Dae-heon, qui a emporté Thibaut Fauconnet dans sa chute, ne finit pas la course. Lim bat le record olympique au cours de cette finale.

#### Relais5 000 mètres

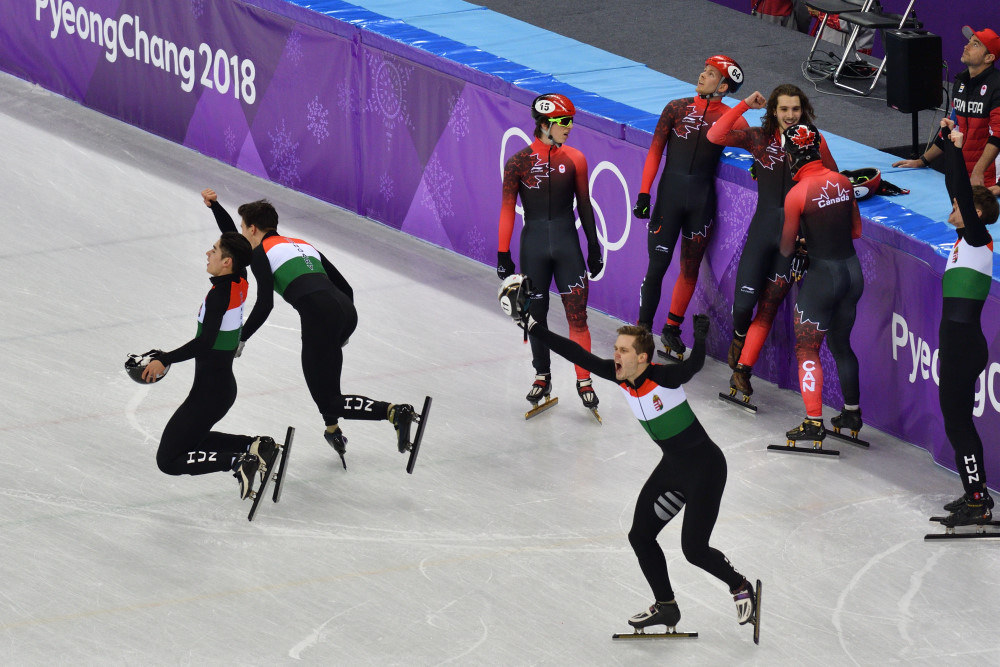
L'équipe hongroise apprend sa victoire au relais masculin des Jeux olympiques de 2018.

Le relais se fait en deux phases : d'abord, deux demi-finales de quatre pays chacune, dont les deux premières équipes se qualifient pour la finale. Ensuite, la finale. La demi-finale a lieu le 13 février et la finale le 22 février.
Dans la première demi-finale, l'équipe néerlandaise, bien que favorite, reçoit une pénalité. L'équipe chinoise se qualifie devant l'équipe canadienne pour la finale A, tandis que l'équipe du Kazakhstan passe en finale B. Dans la deuxième course, la Corée du Sud se qualifie avec un record olympique de 6:34.510 : l'équipe est constituée de Lim Hyo-jun, Kwak Yoon-gy, Hwang Dae-heon et Kim Do-kyoum. La Hongrie se qualifie trois dixièmes de seconde plus tard. Les équipes américaine et japonaise se qualifient en finale B.
En finale, Lim Hyo-jun tombe, ce qui place l'équipe coréenne en dernière position de la course,. La victoire revient à l'équipe de Hongrie (Shaoang Liu, Sandor Shaolin Liu, Viktor Knoch et Csaba Burjan), qui gagne ainsi la première médaille olympique d'hiver hongroise depuis 1980. Les Chinois viennent en deuxième position, et le Canada prend la médaille de bronze.

### Controverses

#### Dopage
En raison du programme de dopage de la Russie aux Jeux olympiques de 2014, Vladimir Grigoriev, Denis Aïrapetian et Viktor Ahn sont interdits de Jeux olympiques sans jamais avoir été contrôlés positifs,. Une controverse naît, en particulier au sujet du Sud-Coréen naturalisé russe Viktor Ahn, short-trackeur le plus médaillé aux Jeux olympiques à égalité avec le patineur retraité Apolo Anton Ohno. La controverse est alimentée par le manque d'informations communiquées sur la raison de l'interdiction de Jeux,,. Quelques jours avant la cérémonie d'ouverture, il s'avère que leurs échantillons de 2014 ayant été testés dans un laboratoire où d'autres échantillons ont été manipulés. La patineuse de vitesse et personnalité politique Svetlana Zhurova considère que l'interdiction de Jeux est une vengeance, Ahn ayant quitté la Corée du Sud où les Jeux se déroulent pour représenter la Russie. Elle ajoute : « le CIO prive la compétition de son personnage principal ».
Après sa victoire sur la première distance des Jeux olympiques, Lim Hyo-jun affirme en conférence de presse qu'il « le remercie pour cette victoire » et ajoute : « quand j'ai appris la nouvelle [de sa non-participation], c'était vraiment terrible, ça aurait été un honneur de courir contre lui ». Sur la même distance, Semen Elistratov dédie sa médaille de bronze « à tous les sportifs [russes] qui n'ont pas pu venir aux JO ».
Le Japonais Kei Saito, remplaçant du relais masculin, est contrôlé positif à l'acétazolamide, un agent masquant, le 4 février. Il est renvoyé des Jeux le 13 février. Il s'agit du premier cas de dopage de cette édition des Jeux olympiques d'hiver.

#### Harcèlement en ligne
La patineuse Kim Boutin, médaillée de bronze au 500 m après la faute de Choi Min-jeong, reçoit des insultes et menaces de mort de la part de supporters sud-coréens après la finale. Elle protège ses comptes sociaux le jour même et est placée sous escorte de la police canadienne. Elle se dit « atteinte », mais son entraîneur Frédéric Blackburn lui accorde un jour de repos et Boutin remporte deux médailles la semaine suivante, ce qui en fait la seule patineuse de vitesse sur piste courte médaillée trois fois aux mêmes Jeux à l'exception de la Chinoise Wang Meng en 2006.

#### Disqualifications
Les deux disqualifications font naître une polémique, en particulier sur les réseaux sociaux. L'équipe chinoise fait une demande d'appel, mais d'après l'entraîneuse Li Yan, les juges sont en réunion : la demande d'appel est prise en compte plus d'une demi-heure après la fin de la course, soit après le délai autorisé, et rejetée en raison de ce retard. Les supporters canadiens ne comprennent pas non plus la disqualification de leur équipe nationale. Pour la première fois de l'histoire, l'ISU poste un communiqué expliquant précisément les raisons de la disqualification afin de faire taire la polémique,, mais ces explications sont aussi remises en cause. Plusieurs supporters affirment que les Coréennes ont commis la même faute envers les Chinoises que dans l'autre sens, mais n'ont pas reçu de pénalité. Les Canadiennes ont quant à elles été disqualifiées parce que Kim Boutin, censée rester à l'intérieur de la piste, en dépasse accidentellement pendant le dernier tour de course. Certains supporters chinois demandent le renvoi des juges de l'ISU et leur remplacement pour les Jeux olympiques de 2022, les accusant de corruption. La patineuse Zhou Yang affirme que « les jeux de Beijing seront, eux, justes ». L'ancienne patineuse Yang Yang (A) commente de façon plus mesurée, remarquant que la pénalité est due à une règle récente et suggérant que la Chine n'a pas encore su s'adapter au nouveau règlement.
En plus de deux équipes finalistes du relais féminin, on compte plusieurs dizaines de disqualifications pour faute au cours des Jeux olympiques. L'ISU a pour habitude de ne pas communiquer la nature même de la faute, une convention décriée par les sportifs comme Charles Hamelin et les entraîneurs ou commentateurs retraités comme Nathalie Lambert et Apolo Ohno, qui s'élèvent tous deux en faveur d'un ajout du motif de disqualification.

## Médaillés

### Hommes
| Épreuve                              | Or           | Or                                                       | Argent       | Argent                                                | Bronze       | Bronze                                                     |
| ------------------------------------ | ------------ | -------------------------------------------------------- | ------------ | ----------------------------------------------------- | ------------ | ---------------------------------------------------------- |
| 500 m résultats détaillés            | Chine        | Wu Dajing                                                | Corée du Sud | Hwang Dae-heon                                        | Corée du Sud | Lim Hyo-jun                                                |
| 1 000 m résultats détaillés          | Canada       | Samuel Girard                                            | États-Unis   | John-Henry Krueger                                    | Corée du Sud | Seo Yi-ra                                                  |
| 1 500 m résultats détaillés          | Corée du Sud | Lim Hyo-jun                                              | Pays-Bas     | Sjinkie Knegt                                         | Russie (OAR) | Semen Elistratov                                           |
| Relais (5 000 m) résultats détaillés | Hongrie      | Shaoang Liu Shaolin Sándor Liu Viktor Knoch Csaba Burján | Chine        | Wu Dajing Han Tianyu Xu Hongzhi Chen Dequan Ren Ziwei | Canada       | Samuel Girard Charles Hamelin Charle Cournoyer Pascal Dion |

### Femmes
| Épreuve                              | Or           | Or                                               | Argent   | Argent                                                         | Bronze   | Bronze                                                              |
| ------------------------------------ | ------------ | ------------------------------------------------ | -------- | -------------------------------------------------------------- | -------- | ------------------------------------------------------------------- |
| 500 m résultats détaillés            | Italie       | Arianna Fontana                                  | Pays-Bas | Yara van Kerkhof                                               | Canada   | Kim Boutin                                                          |
| 1 000 m résultats détaillés          | Pays-Bas     | Suzanne Schulting                                | Canada   | Kim Boutin                                                     | Italie   | Arianna Fontana                                                     |
| 1 500 m résultats détaillés          | Corée du Sud | Choi Min-jeong                                   | Chine    | Li Jinyu                                                       | Canada   | Kim Boutin                                                          |
| Relais (3 000 m) résultats détaillés | Corée du Sud | Shim Suk-hee Choi Min-jeong Kim Ye-jin Kim Alang | Italie   | Arianna Fontana Lucia Peretti Cecilia Maffei Martina Valcepina | Pays-Bas | Suzanne Schulting Yara van Kerkhof Lara van Ruijven Jorien ter Mors |

## Tableau des médailles
- Pays organisateur ( Corée du Sud)

| Rang | Pays         | Médaille d'or, Jeux olympiques | Médaille d'argent, Jeux olympiques | Médaille de bronze, Jeux olympiques | Total |
| 1    | Corée du Sud | 3                              | 1                                  | 2                                   | 6     |
| 2    | Pays-Bas     | 1                              | 2                                  | 1                                   | 4     |
| 3    | Chine        | 1                              | 2                                  | 0                                   | 3     |
| 4    | Canada       | 1                              | 1                                  | 3                                   | 5     |
| 5    | Italie       | 1                              | 1                                  | 1                                   | 3     |
| 6    | Hongrie      | 1                              | 0                                  | 0                                   | 1     |
| 7    | États-Unis   | 0                              | 1                                  | 0                                   | 1     |
| 8    | Russie       | 0                              | 0                                  | 1                                   | 1     |

## Couverture médiatique et affluence

### Couverture médiatique
La charte olympique indique que « le CIO prend toutes les mesures nécessaires afin d'assurer aux Jeux olympiques la couverture la plus complète par les différents moyens de communication et d'information ainsi que l'audience la plus large possible dans le monde ». Cela inclut, depuis 2010, la mise à disposition des flux vidéo olympiques auprès des chaînes de télévision détentrices des droits de diffusion, spécifiquement pour l'utilisation sur les supports en ligne. Les Jeux olympiques de 2018 bénéficient d'une grande couverture médiatique, qui couvre un record d'heures de diffusion en ligne. La diffusion des flux sur Internet atteint le double de celle télévisée, avec 5 000 heures de contenu disponible.
La Chaîne olympique naît juste après les Jeux olympiques de 2016 : elle a pour objectif d'ouvrir les Jeux à un public plus jeune et plus mondial. Sur cette chaîne, les émissions sont en anglais, mais sous-titrées en neuf langues : le direct se limite, pour cette édition, à la péninsule indienne pour laquelle aucun distributeur n'a acheté les droits de diffusion.
En Australie, Seven Network diffuse les Jeux olympiques dans leur ensemble. En Europe, Eurosport achète les droits de diffusion pour l'ensemble du territoire, sauf en France où les droits sont déjà détenus par le groupe France Télévisions. Au Canada, la retransmission se fait sur CBC et Radio-Canada, en Chine sur la télévision centrale. Les Jeux olympiques ne sont pas diffusés en Corée du Nord, alors qu'en 2014, un récapitulatif quotidien des Jeux était présenté à la population. Au Japon, ils sont diffusés sur Japan Consortium. Au Kazakhstan, les droits sont vendus à RTRK, en Russie à Pierviy Kanal et à Singapour, c'est Eleven Sports Network qui les diffuse, entre autres sur Facebook. Enfin, la Corée du Sud diffuse le short-track sur SBS, MBC et KBS, tandis que les Américains retrouvent la retransmission sur NBC.

### Affluence
En octobre 2017, les organisateurs des Jeux olympiques constatent une demande de tickets de 3 ou 4 fois les prévisions basées sur les Jeux olympiques de 2014, malgré les difficultés commerciales dues à la tension avec la Corée du Nord. Les tickets pour les épreuves de patinage de vitesse sur piste courte sont les plus chers des Jeux, en raison de la popularité du sport en Corée du Sud : tous les jours d'épreuve de short-track affichent complet. On compte donc 12 000 spectateurs sur place dans la patinoire pendant les 5 jours de compétition, dont une centaine de pom-pom girls nord-coréennes. Mike Pence et Moon Jae-in s'asseoient côte à côte pour le 1 500 mètres hommes,.

## Postérité

### Cérémonie de clôture
Trois patineurs de vitesse sur piste courte portent le drapeau de leur pays au cours de la cérémonie de clôture des Jeux olympiques : la Canadienne Kim Boutin, qui a obtenu trois médailles, le Chinois Wu Dajing, vainqueur du 500 mètres et ayant battu le record du monde pendant la finale, et le Kazakh Abzal Azhgaliyev, qui porte le drapeau de son pays avant et après les Jeux.

### Utilisation de l'infrastructure
La patinoire utilisée pour le short-track est transformée en centre de loisirs local.